# Yosemite Valley
Pour les articles homonymes, voir Yosemite Valley (district historique).
Yosemite Valley est une census-designated place américaine dans le comté de Mariposa, en Californie. Elle est située dans le parc national de Yosemite et comprend Yosemite Village ainsi que d'autres lieux-dits de la vallée de Yosemite.

## Démographie
| 2000 | 2010  | - | - | - | - |
| ---- | ----- | - | - | - | - |
| 265  | 1 035 | - | - | - | - |